# Corsione
Corsione (Corsion in piemontese) è un comune italiano di 197 abitanti della provincia di Asti in Piemonte.

## Storia

### Simboli
Lo stemma e il gonfalone del comune di Corsione sono stati concessi con decreto del presidente della Repubblica del 16 gennaio 1995.

## Società

### Evoluzione demografica
Negli ultimi cento anni, a partire dal 1921, la popolazione si è ridotta dei due terzi.
Abitanti censiti

## Amministrazione
Di seguito è presentata una tabella relativa alle amministrazioni che si sono succedute in questo comune.
| Periodo        | Periodo        | Primo cittadino | Partito                              | Carica  | Note  |
| -------------- | -------------- | --------------- | ------------------------------------ | ------- | ----- |
| 11 giugno 1985 | 19 maggio 1990 | Angelo Cico     | Democrazia Cristiana                 | Sindaco | [ 6 ] |
| 19 maggio 1990 | 24 aprile 1995 | Giuseppe Rosso  | -                                    | Sindaco | [ 6 ] |
| 24 aprile 1995 | 14 giugno 1999 | Giuseppe Rosso  | centro                               | Sindaco | [ 6 ] |
| 14 giugno 1999 | 14 giugno 2004 | Giuseppe Rosso  | lista civica                         | Sindaco | [ 6 ] |
| 14 giugno 2004 | 8 giugno 2009  | Filippo Barrera | lista civica                         | Sindaco | [ 6 ] |
| 8 giugno 2009  | 25 maggio 2014 | Filippo Barrera | lista civica                         | Sindaco | [ 6 ] |
| 26 maggio 2014 | 25 maggio 2019 | Sara Betta      | lista civica Per il bene di Corsione | Sindaco | [ 6 ] |
| 26 maggio 2019 | 9 giugno 2024  | Filippo Barrera | lista civica L'impegno continua      | Sindaco |       |
| 10 giugno 2024 | in carica      | Filippo Barrera | lista civica L'impegno continua...   | Sindaco |       |